# Kreis Ziegenrück

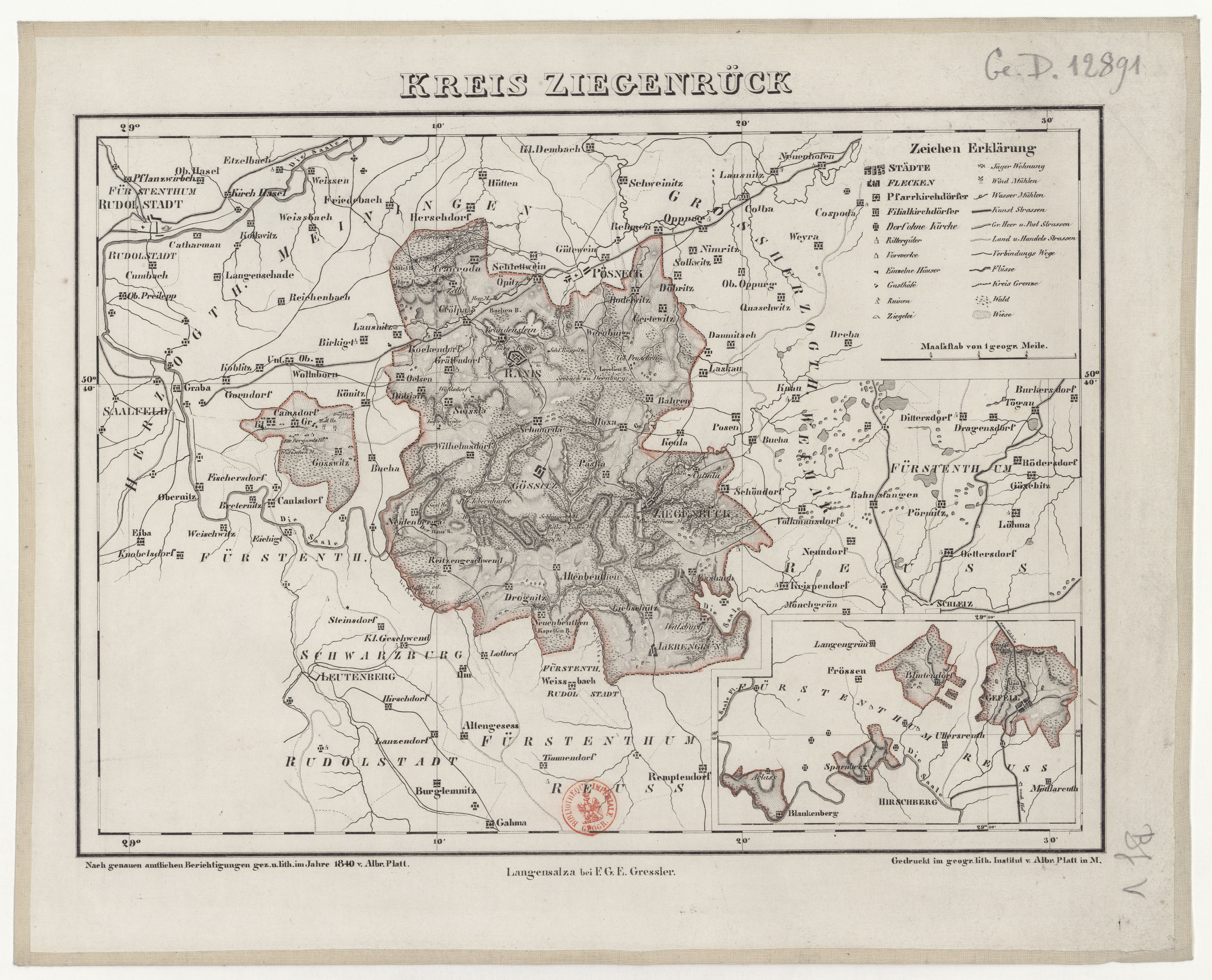
Karte des Kreises Ziegenrück im Jahr 1840

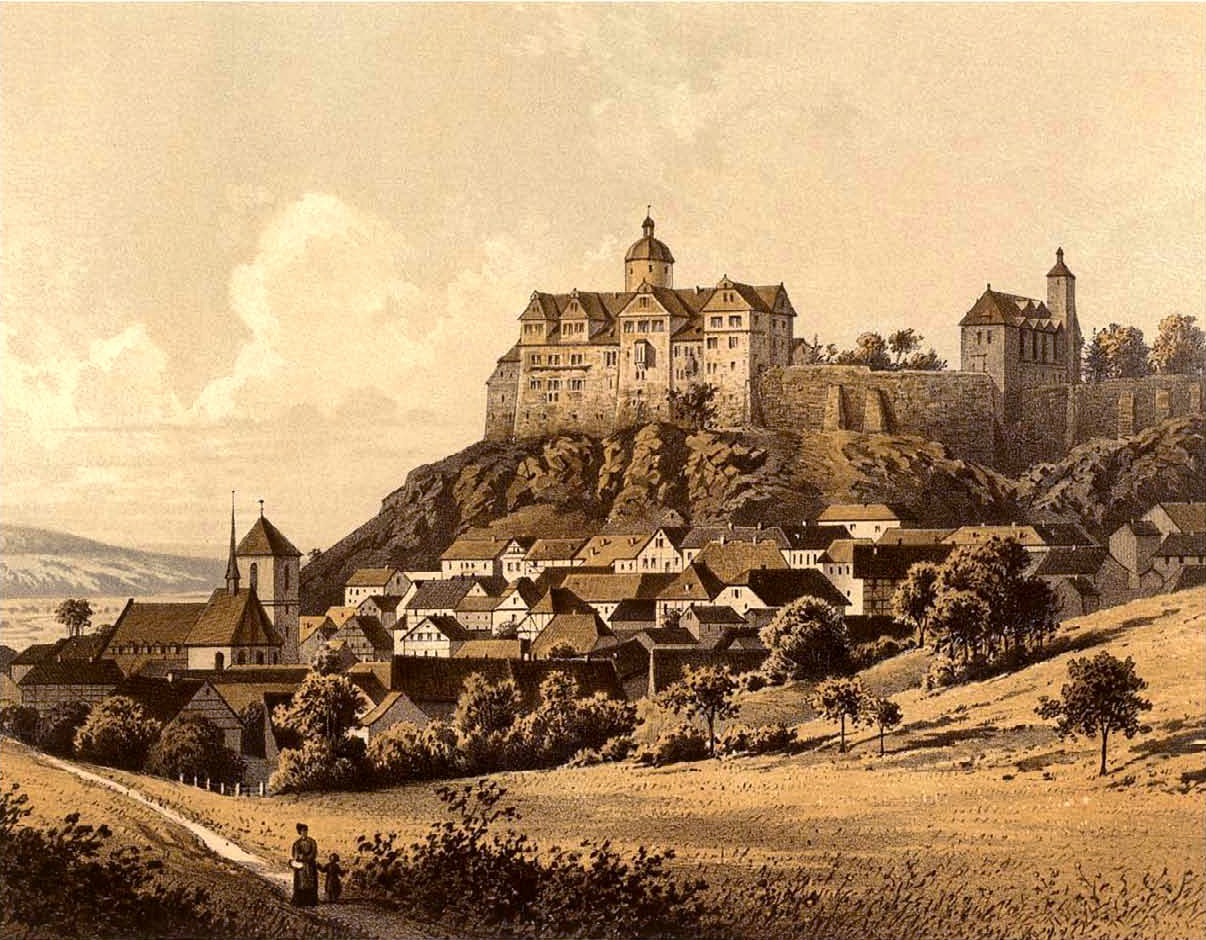
Burg Ranis, Sitz des Landratsamtes

Der Kreis Ziegenrück bestand in der preußischen Provinz Sachsen von 1816 bis 1945. Er umfasste drei Städte und 35 Gemeinden. Daneben bestanden bis 1928 im Kreis elf Gutsbezirke. Die Kreisstadt war Ziegenrück.

## Verwaltungsgeschichte

### Königreich Preußen
Im Zuge der Preußischen Verwaltungsreformen nach dem Wiener Kongress wurden zum 15. Juni 1816 die bei Preußen gebliebenen Teile des vormals königlich sächsischen Neustädtischen Kreises dem Regierungsbezirk Erfurt in der Provinz Sachsen als Kreis Neustadt zugeteilt. Das Landratsamt war auf der Burg Ranis.
Zunächst war Preußen der ganze Neustädtische Kreis zugesprochen worden. Da es sich aber in Art. 37 der Kongressakte verpflichtet hatte, dem Großherzog von Sachsen-Weimar-Eisenach an dessen Fürstentum Weimar angrenzende oder benachbarte Gebiete mit mindestens 50.000 Einwohnern abzutreten, einigten sich Preußen und Sachsen-Weimar-Eisenach unter anderem auf die Abtretung der östlichen Teile des Neustädtischen Kreises, benannt in Neustädter Kreis, sodass nur ein Rest, d. h. die Westteile der Ämter Ziegenrück (mit Ziegenrück und den Saaleübergängen) und Arnshaugk (mit der Gegend um Ranis und der Exklave Kamsdorf), bei Preußen blieb. Es waren weniger wirtschaftliche Beweggründe, die Preußen veranlassten, sich für diesen so entlegenen Kreis zu interessieren, vielmehr waren es größtenteils militärische Überlegungen. Mit dem Besitz des Kreises hatte Preußen die wichtigen Brückenköpfe über die Saale und den Weg nach Franken in seiner Hand. Kurz darauf, noch vor 1820, wurde der Name des Kreises in Kreis Ziegenrück geändert.
Die Exklaven des vogtländischen Amts Plauen, d. h. die Stadt Gefell und die Gemeinden Blintendorf, Sparnberg und Blankenberg kamen 1815 ebenfalls als Exklaven zum preußischen Kreis Ziegenrück, der selbst eine Exklave der Provinz Sachsen war. Als Folge des verlorenen Deutschen Kriegs von 1866 fiel die zu dieser Zeit zum Königreich Bayern gehörende Exklave Kaulsdorf an der Saale wieder an Preußen und wurde dem Kreis Ziegenrück zugeordnet.

### Norddeutscher Bund/Deutsches Reich
Seit dem 1. Juli 1867 gehörte der Kreis zum Norddeutschen Bund und ab dem 1. Januar 1871 zum Deutschen Reich.
Die Gutsbezirke im Kreis wurden am 30. September 1928 aufgelöst und benachbarten Landgemeinden zugeteilt. Nach Auflösung der Provinz Sachsen zum 1. Juli 1944 gehörte der Kreis zwar weiter zum Land Preußen, war aber nunmehr – in Angleichung an die Reichsverteidigungsbezirke – der Verwaltung des Reichsstatthalters für Thüringen in Weimar unterstellt.
Im April 1945 wurde das Kreisgebiet zunächst durch die US-Armee besetzt, fiel dann aber vereinbarungsgemäß an die Sowjetische Besatzungszone.

### Sowjetische Besatzungszone
Zum 1. Juli 1945 wurden Blankenberg, Blintendorf, Gefell und Sparnberg an den Landkreis Schleiz sowie Goßwitz, Großkamsdorf, Kaulsdorf und Kleinkamsdorf an den Landkreis Saalfeld abgegeben. Mit Wirkung vom 1. Oktober 1945 wurde der Kreis Ziegenrück aufgelöst und bis auf zwei Gemeinden in den Landkreis Saalfeld eingegliedert. Lediglich die Gemeinden Eßbach und Külmla kamen zum Landkreis Schleiz.

## Kommunalverfassung
Der Kreis Ziegenrück gliederte sich in Städte, in Landgemeinden und – bis zu deren Auflösung im Jahre 1928 – in selbständige Gutsbezirke. Mit der Einführung des preußischen Gemeindeverfassungsgesetzes vom 15. Dezember 1933 sowie der Deutschen Gemeindeordnung vom 30. Januar 1935 wurde zum 1. April 1935 das Führerprinzip auf Gemeindeebene durchgesetzt. Eine neue Kreisverfassung wurde nicht mehr geschaffen; es galt weiterhin die Kreisordnung für die Provinzen Ost- und Westpreußen, Brandenburg, Pommern, Schlesien und Sachsen vom 19. März 1881.

## Einwohnerentwicklung
| Jahr | Einwohner | Quelle |
| ---- | --------- | ------ |
| 1816 | 8112      | [ 4 ]  |
| 1843 | 12.826    | [ 5 ]  |
| 1871 | 14.823    | [ 6 ]  |
| 1890 | 15.906    | [ 7 ]  |
| 1900 | 17.400    | [ 7 ]  |
| 1910 | 19.328    | [ 7 ]  |
| 1925 | 19.457    | [ 7 ]  |
| 1933 | 20.786    | [ 7 ]  |
| 1939 | 21.414    | [ 7 ]  |

## Städte, Gemeinden und Gutsbezirke

### Vor 1815 zum Amt Ziegenrück gehörig
Stadt
- Ziegenrück

Gemeinden
- Altenbeuthen
- Bahren
- Drognitz
- Eßbach
- Gössitz
- Külmla
- Liebengrün
- Liebschütz
- Moxa
- Neidenberga
- Neuenbeuthen
- Paska
- Reitzengeschwenda

Gutsbezirke (bis 1928)
- Altenbeuthen
- Brandenstein
- Rittergut Külmla
- Neidenberga

### Vor 1815 zum Amt Arnshaugk gehörig
Stadt
- Ranis

Gemeinden
- Bodelwitz
- Dobian
- Gertewitz
- Goßwitz
- Gräfendorf
- Großkamsdorf
- Kleinkamsdorf
- Krölpa
- Oelsen
- Öpitz
- Peuschen
- Rockendorf
- Schmorda
- Seisla
- Trannroda
- Wernburg
- Wilhelmsdorf
- Zella

Gutsbezirke (bis 1928)
- Burg Ranis
- Gräfendorf
- Heroldshof
- Rockendorf
- Wernburg
- Wöhlsdorf

### Vor 1815 zum Amt Plauen gehörig
Stadt
- Gefell

Gemeinden
- Blintendorf
- Blankenberg
- Sparnberg

Gutsbezirk (bis 1928)
- Sparnberg

### Vor 1866 zu Bayern gehörig
Gemeinde
- Kaulsdorf

## Landräte
- 1816–18170Albert von Breitenbauch zu Brandenstein[8]
- 1817–18230Georg Ludwig von Breitenbauch[9] auf Burgranis
- 1823–18270Georg von Stuckrad (Landratsverweser)[9]
- 1827–18470Hans Antin Wilhelm von Flotow[9][10]
- 1847–18680Ludwig Franz von Breitenbauch[9]
- 1866 00000Otto von Klewitz (vertretungsweise)
- 1868–1908 Arthur von Breitenbuch
- 1908–1921 Georg von Erffa
- 1921 00000Georg Lang von Langen (kommissarisch)
- 1921–1936 Wolf von Wolffersdorff
- 1936–1939 Wolfgang Geißler[9]
- 1939–1941 Heinrich Bork[9]
- 1941– ?000Berk[9]